# 610년

## 연호
- 수(隋) 대업(大業) 6년
- 신라(新羅) 건복(建福) 27년

## 기년
- 수(隋) 양제(煬帝) 6년
- 신라(新羅) 진평왕(眞平王) 32년
- 고구려(高句麗) 영양왕(嬰陽王) 21년
- 백제(百濟) 무왕(武王) 11년

## 사건
- 이슬람 교 창시
- 동로마 제국의 황제 헤라클리우스, 공용어를 라틴어에서 그리스어로 바꾸다.
- 10월 5일 - 동로마 제국령 카르타고의 총독 헤라클리우스, 포카스를 몰아내고 황제에 즉위하다.

## 사망
- 동로마 제국의 황제 포카스